# Magnus Bäckstedt
Magnus Bäckstedt,,, (aussi connu comme Magnus Backstedt dans le circuit international cycliste), né le 30 janvier 1975 à Linköping, est un coureur cycliste suédois. Professionnel de 1996 à 2008. Il reprend sa carrière en 2012 dans l'équipe britannique UK Youth une équipe montée par Nigel Mansell champion du monde de Formule 1 1992. Durant sa carrière il a notamment remporté le Paris-Roubaix 2004, et une étape du Tour de France 1998.

## Biographie

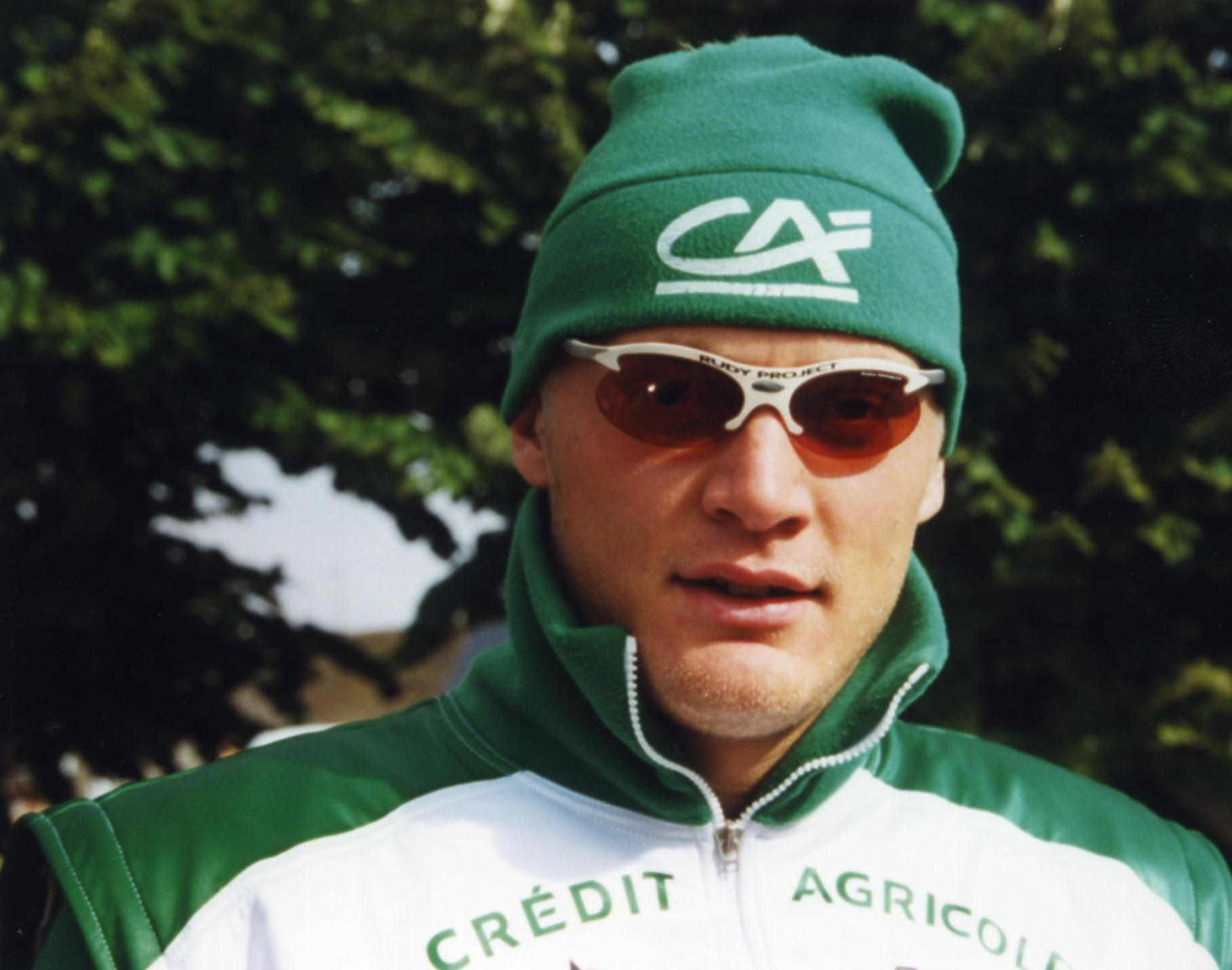
Tour de l'Avenir 1998.

Durant son enfance, Magnus Bäckstedt pratique le ski et est sélectionné en équipe nationale à 14 ans.
Il commence sa carrière de cycliste professionnel en 1996 dans l'équipe belge Collstrop. Son grand gabarit (1,93 m pour 90 kg) lui vaudra le surnom de « grand Magnus » durant sa carrière.
Il rejoint l'année suivante l'équipe Palmans, dirigée par Roger De Vlaeminck. Il gagne cette année-là le Grand Prix d'Isbergues. Il est recruté en 1998 par la formation française Gan, qui devient Crédit agricole en cours de saison. Il participe pour la première fois au Paris-Roubaix et au Tour de France, et s'illustre sur ces deux courses. Auteur d'une septième place prometteuse à Roubaix, il gagne la 18e étape du Tour à Autun, en battant au sprint ses trois compagnons d'échappée. Il est le premier vainqueur suédois d'une étape du Tour de France.
Après avoir couru en 2002 et 2003, il court chez Fakta et remporte un championnat de Suède contre-la-montre. En 2004, il rejoint l'équipe italienne Alessio. Il y acquiert le principal succès de sa carrière, Paris-Roubaix. Dans une course qu'aucune équipe ne parvient à contrôler, et alors que les favoris Peter Van Petegem et Johan Museeuw sont retardés par une crevaison, Bäckstedt se porte en tête au passage du Carrefour de l'Arbre, en compagnie de Fabian Cancellara, Tristan Hoffman et Roger Hammond. Arrivé au vélodrome, il bat ces trois derniers au sprint pour devenir le premier Suédois à remporter la « reine des classiques »,.
En 2005, il rejoint la nouvelle équipe ProTour Liquigas, dans laquelle il reste jusqu'en 2007. Il se classe quatrième du Paris-Roubaix 2005. En 2008, il s'engage avec l'équipe Garmin Chipotle, dirigée par son ancien coéquipier au Crédit agricole Jonathan Vaughters.
Au début de l'année 2009, il décide de se retirer de l'équipe Garmin-Slipstream, afin de se consacrer à l'équipe suédoise Magnus Maximus Coffee.com, dont il est le directeur, ainsi que sponsor via sa société MagnusMaximusCoffee. Il devient également consultant pour Garmin-Slipstream.
Au début de 2012 il redevient professionnel dans une modeste formation anglaise UK Youth qui a la particularité d'avoir été créée par Nigel Mansell et ses fils Leo et Greg qui, grands fanatiques de cyclisme, ont créé une équipe pour aider les jeunes britanniques à devenir professionnel.
Le 5 octobre 2023, il est nommé directeur sportif général au sein de la formation cycliste féminines Canyon-SRAM.

## Gabarit
Magnus Bäckstedt est un coureur de gabarit exceptionnel pour un cycliste au niveau international. Mesurant 1m93 pour un poids de 98kg, il est le seul coureur de l'histoire à avoir remporté Paris-Roubaix avec un poids au dessus de 86kg.

## Vie personnelle
Bäckstedt est marié à une ancienne cycliste britannique, Megan Hughes. Ils vivent un temps au Pays de Galles, puis s'installent à Zulte, en Belgique. Ils ont deux filles qui pratiquent le cyclisme : Elynor et Zoe.
Sa sœur, Cecilia, est aussi une coureuse cycliste.
Il gère une entreprise de café avec des franchises aux États-Unis et en Suède.
En 2013, il rejoint Declan Quigley pour commenter le Tour de Grande-Bretagne pour Eurosport.

## Palmarès

### Palmarès amateur
- 1991
  - 3e du championnat des Pays nordiques du contre-la-montre par équipes juniors
- 1992
  -  Champion de Suède du contre-la-montre juniors
- 1993
  - Champion des Pays nordiques sur route juniors
  -  Champion de Suède sur route juniors
  -  Champion de Suède du contre-la-montre juniors
  -  Champion de Suède du contre-la-montre par équipes juniors
  - Tour de Haute-Autriche juniors
- 1994
  - 6e étape du Tour de Croatie
  - 2e du championnat des Pays nordiques du contre-la-montre par équipes
- 1995
  - 3e étape de la Ronde de l'Isard (contre-la-montre)
  - 4e et 6e (contre-la-montre) étapes du Boland Bank Tour

### Palmarès professionnel
| - 1996 - Boland Bank Tour : - Classement général - Prologue et 5e étape - 2e du Grand Prix d'Isbergues - 1997 - Grand Prix d'Isbergues - 3e du Boland Bank Tour - 6e du championnat d'Europe du contre-la-montre espoirs - 1998 - 4eb étape du Tour de Suède (contre-la-montre) - 19e étape du Tour de France - Duo normand (avec Jérôme Neuville) - 2e du Tour de Suède - 7e de Paris-Roubaix - 1999 - 3e du Tour Down Under - 2000 - 2e du championnat de Suède sur route - 9e de la HEW Cyclassics - 2002 - Le Samyn | - 2003 - Champion de Suède du contre-la-montre - Classement intergiro du Tour d'Italie - 2e du championnat de Suède sur route - 2e du Grand Prix d'ouverture La Marseillaise - 2e de la Nokere Koerse - 3e du GP SATS - 2004 - Paris-Roubaix - 2e de Gand-Wevelgem - 2e de la CSC Classic - 2005 - 4e de Paris-Roubaix - 2007 - Champion de Suède sur route - 2e du championnat de Suède du contre-la-montre - 2008 - 1re étape du Tour d'Italie (contre-la-montre par équipes) |  |

## Résultats sur les grands tours

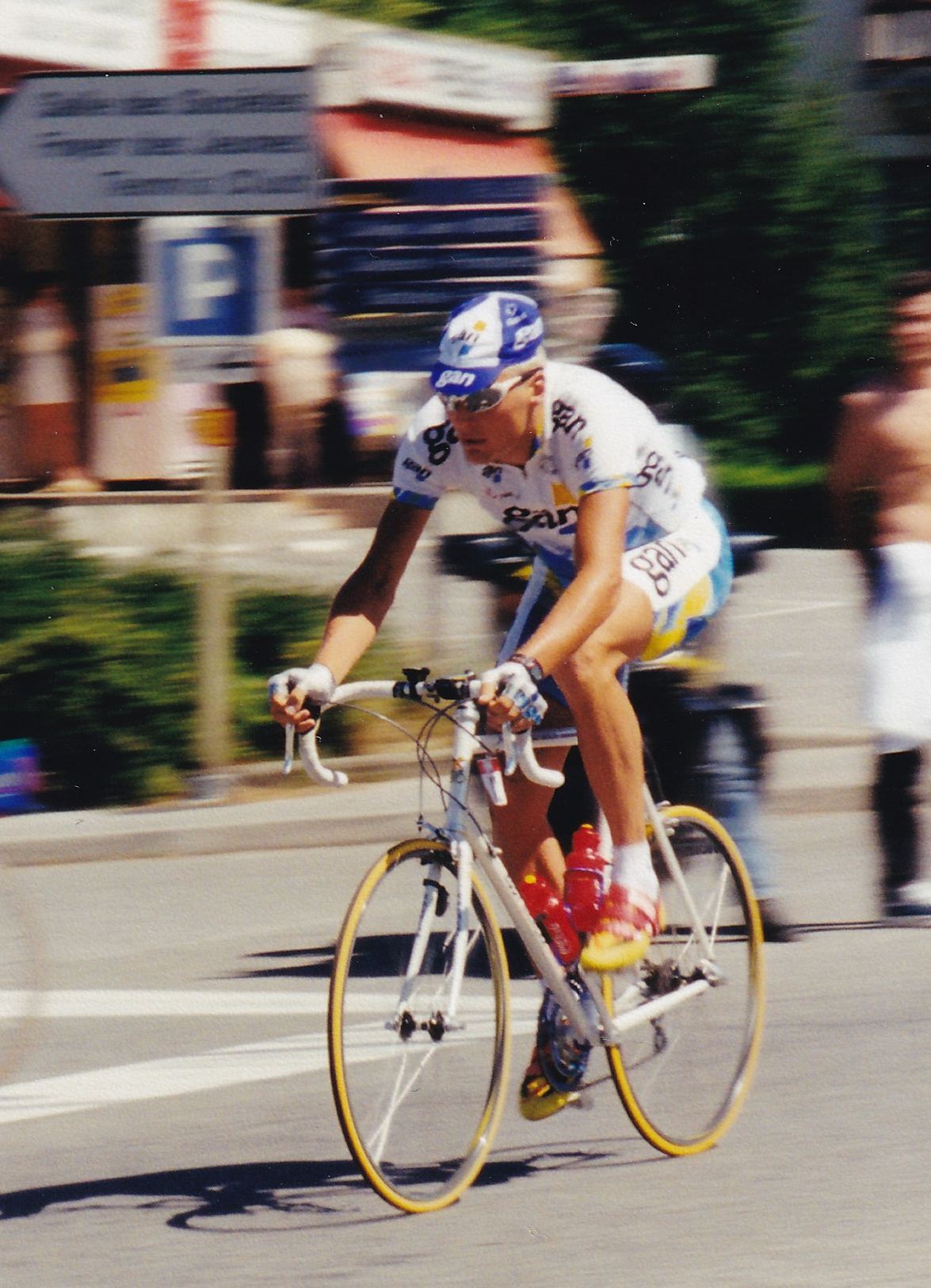
Magnus Bäckstedt le 29 juillet 1998 lors du Tour de France

### Tour de France
7 participations
- 1998 : 70e, vainqueur de la 19e étape
- 1999 : abandon (12e étape)
- 2000 : 123e
- 2004 : abandon (11e étape)
- 2005 : non-partant (16e étape)
- 2006 : abandon (14e étape)
- 2008 : hors délais (7e étape)

### Tour d'Italie
3 participations
- 2003 : 71e,  vainqueur du classement intergiro
- 2004 : non-partant (15e étape)
- 2008 : non-partant (10e étape), vainqueur de la 1re étape (contre-la-montre par équipes)

### Tour d'Espagne
3 participations
- 2005 : 111e
- 2006 : 111e
- 2007 : 128e

## Classements mondiaux
| Année              | 2005 | 2006 | 2007 | 2008 |
| ------------------ | ---- | ---- | ---- | ---- |
| Classement ProTour | 72e  |      | 153e |      |
| UCI Europe Tour    |      |      |      | 525e |